# Hedmark
Hedmark foi um condado da Noruega, com 27 388 km² de área e 188 376 habitantes. O condado fazia fronteira com os antigos condados de Sør-Trøndelag, Oppland e Akershus na Noruega, assim como com os condados de Dalarna e Värmland na Suécia.

A 1 de Janeiro de 2020, este condado tornou-se parte do novo condado de Innlandet, criado pela fusão dos antigos condados de Hedmark e Oppland.    

## Comunas
|  | - Alvdal - Åmot - Åsnes - Eidskog - Elverum - Engerdal - Folldal - Grue - Hamar - Kongsvinger - Løten - Nord-Odal - Os i Østerdalen - Rendalen - Ringsaker - Stor-Elvdal - Sør-Odal - Stange - Tolga - Trysil - Tynset - Våler i Hedmark |